# تمبر بلوکی
تمبر بلوکی به مجموعهٔ چهار تمبر که از یکدیگر جدا نشده و به‌صورت موازی دو به دو کنار هم قرار گرفته باشند، گفته می‌شود. همچنین ممکن است حداقل چهار تمبر و حداکثر ده قطعه تمبر دو به دو کنار هم و در روی یکدیگر قرار گرفته باشند که آن را یک بلوک تمبر می‌گویند. یکی از روش‌های جمع آوری تمبر، روش بلوکی است که از هر نوع تمبر چهار قطعه که از هم جدا نشده باشند را در آلبوم تمبر قرار می‌دهند.